# ليونارد وايت
مؤرخ أمريكي في مجال الإدارة العامة.(17 يناير 1891 - 23 فبراير 1958) و قد عمل ليونارد وايت في جامعة شيكاغو، ولد في أكتون، ماساتشوستس ، نال شهادة بكالوريوس من كلية دارتموث في 1914 والماجستير أيضاً من كلية دارتموث، بعدها عمل أستاذا في جامعة دارتموث لعدة سنوات ، و من ثم نال الدكتوارة من جامعة شيكاغو عام 1921. في عام 1934 توجه إلى واشنطن للعمل لجنة الخدمة المدنية والمجلس المركزي للإحصاء

## روابط خارجية
- ليونارد وايت على موقع الموسوعة البريطانية (الإنجليزية)